# N251 (België)
De N251 is een gewestweg in België die Leuven met Blanden (Oud-Heverlee) verbindt doorheen Heverleebos. De N251 is ongeveer 5 kilometer lang, heeft 2x1 rijstroken en kreeg als straatnaam Naamsesteenweg.

## Traject
De N251 begint aan de R23 in Leuven (aan de Naamse Poort), loopt dan via Heverlee over de spoorlijn Leuven-Ottignies en onder de A3/E40, en eindigt op de N25 in Blanden.
Onderweg loopt ze onder meer door het Heverleebos.

## Plaatsen langs de N251
- Leuven
- Heverlee
- Blanden (Oud-Heverlee)